# Morinda royoc
El piñipiñi, raíz de indio o palo garañón (Morinda royoc) es un arbusto de la familia de las rubiáceas, nativo de las costas secas del Caribe y las Antillas. En Cuba, también habita hacia el interior, alejado de las costas, en montañas calizas (mogotes) de la Sierra de Los Órganos en Pinar del Río.

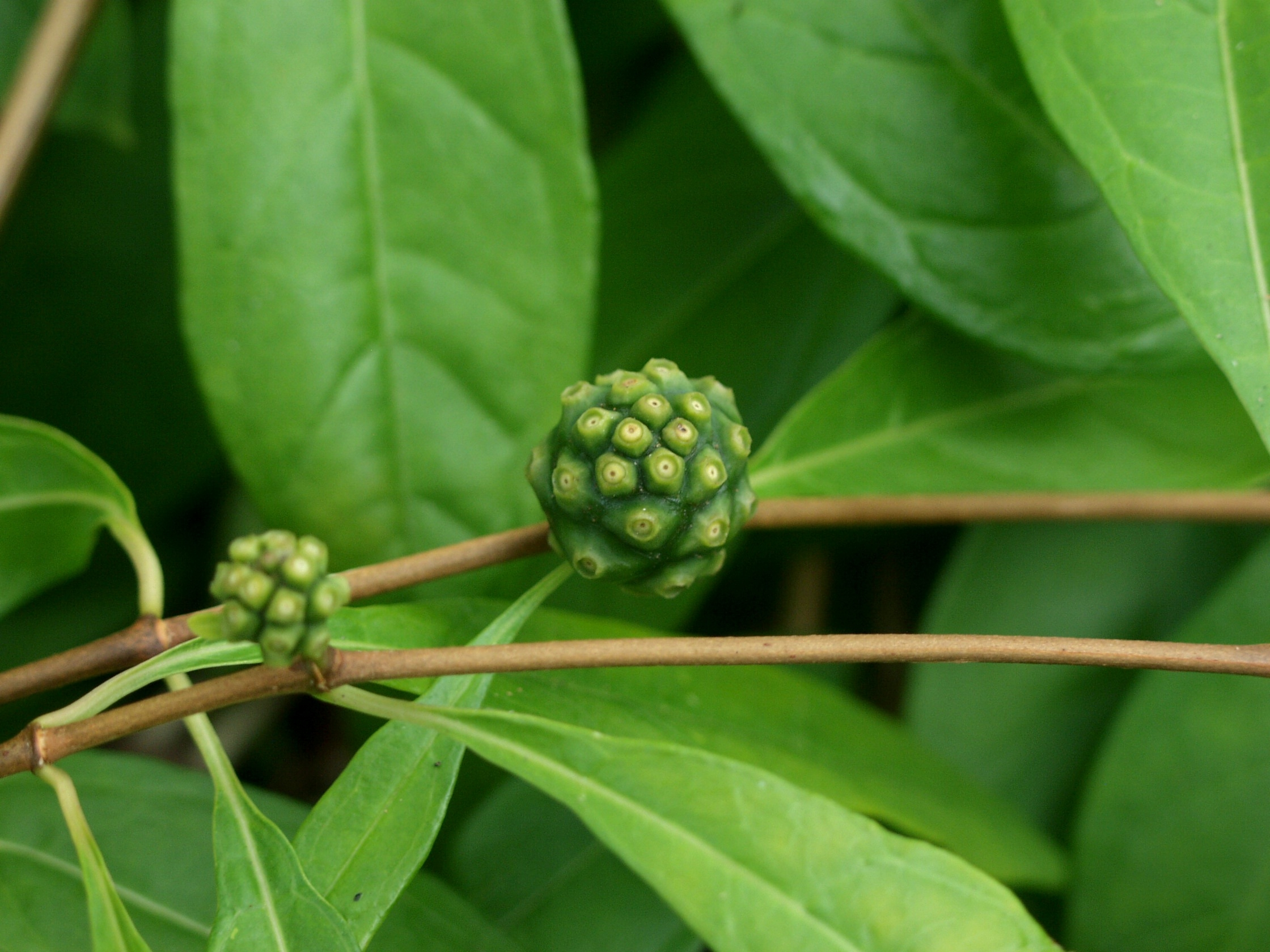
Detalle

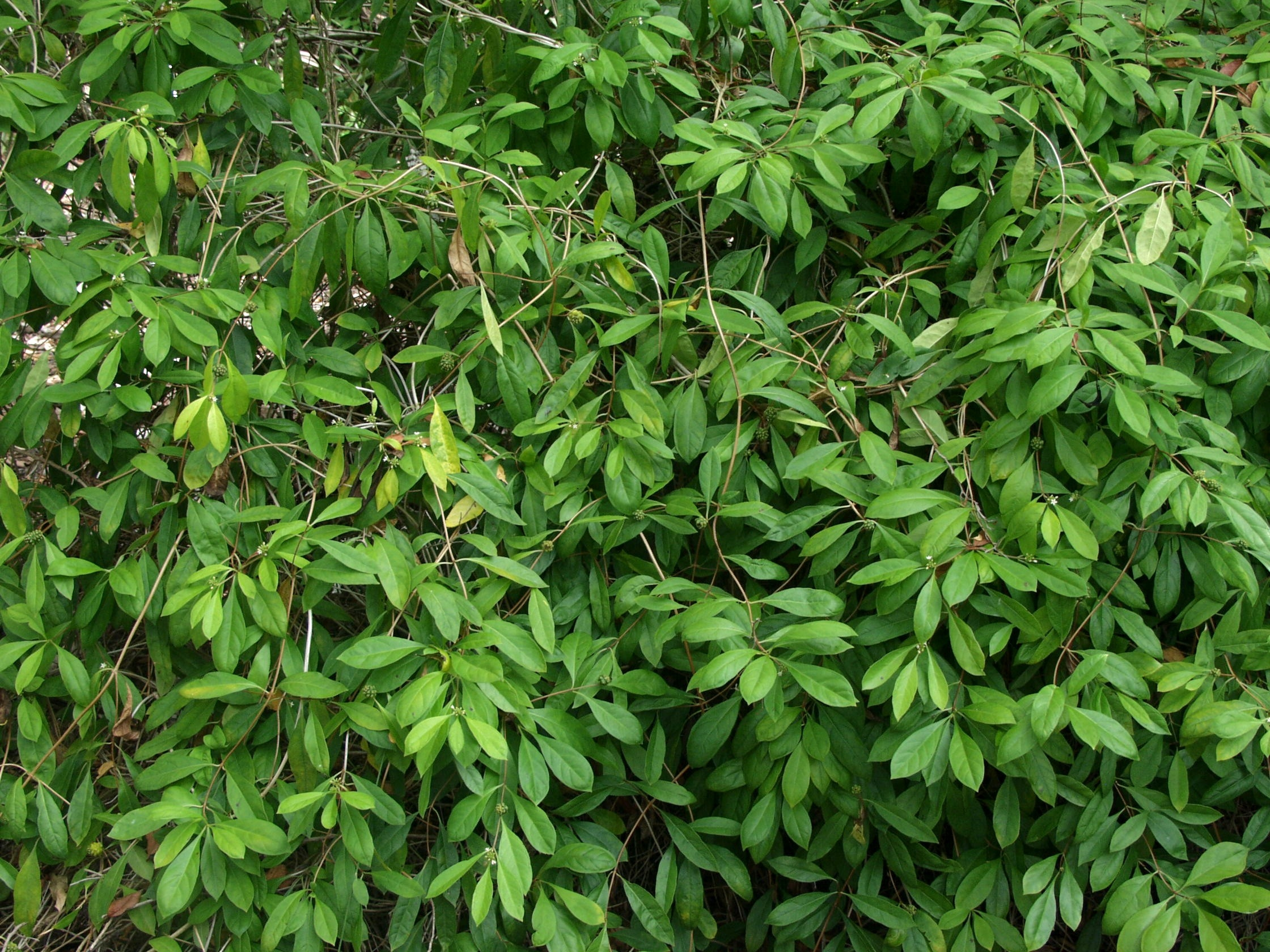
Follaje

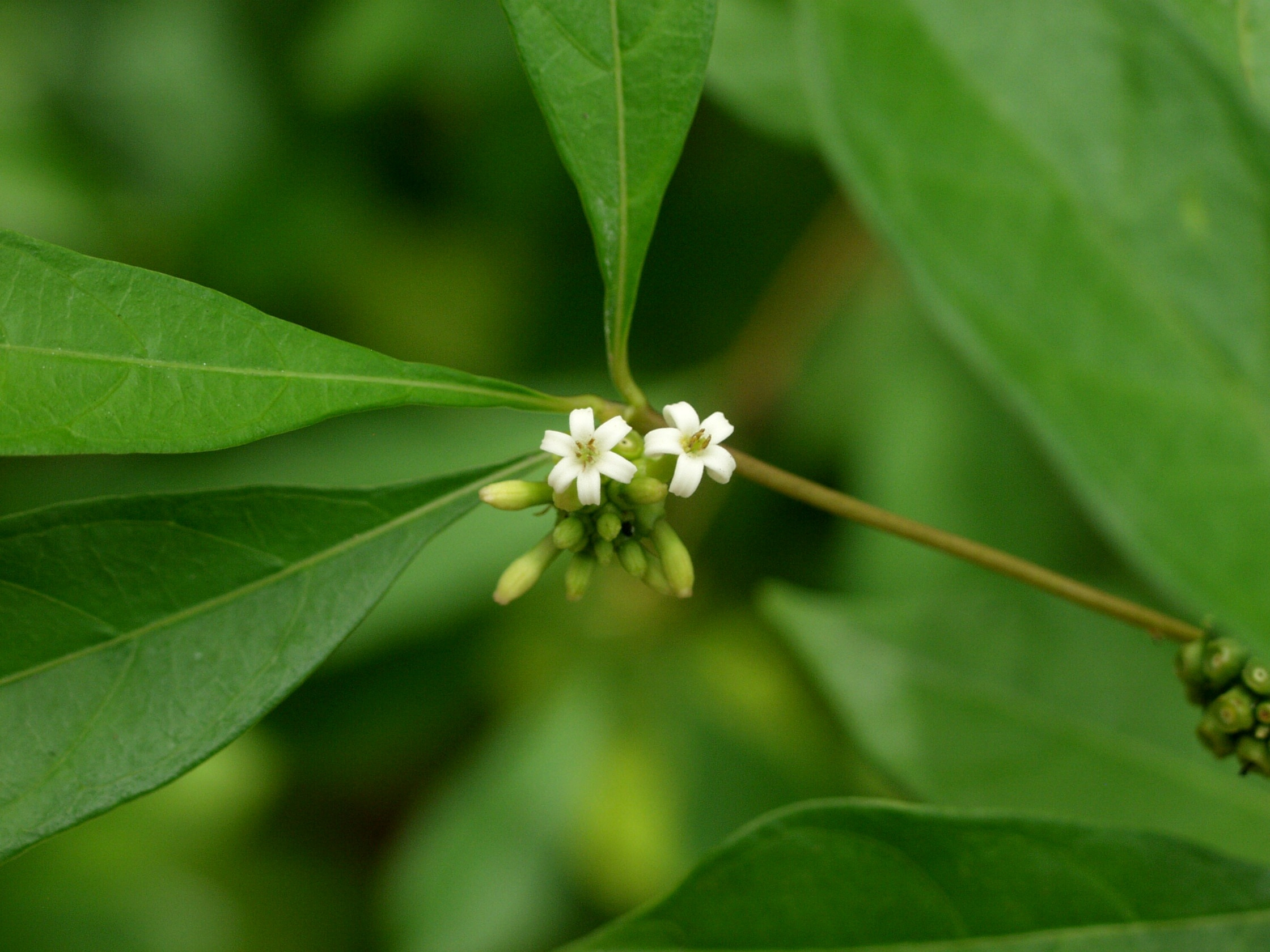
Flores

## Descripción
Mide entre 1 y 1,5 m de altura, lampiño, de ramas alargadas, con hojas opuestas oblongo-lanceoladas a menudo acuminadas, cortamente pecioladas. Flores blancas. Frutos conglomerados en sincarpios globosos, jugosos, con muchas pirenas óseas o cartilaginosas. En Cuba se llama también piña ratón arbusto.

## Uso
La medicina tradicional le atribuye a la raíz propiedades como estimulante del apetito y tónico y al fruto como afrodisíaco. Popularmente es utilizado en el tratamiento de la anorexia, el decaimiento y la disminución de la libido.
Investigaciones científicas han permitido el esclarecimiento de las propiedades terapéuticas de metabolitos presentes en la biomasa de la raíz. Los ensayos pre clínicos sugieren que es posible aplicar los extractos de la biomasa del garañón como biofuncionales en formulaciones con acciones antioxidantes, antiinflamatorias y tónicos astringentes en tratamientos corporales. Un tratamiento durante siete días a pacientes de diferentes edades y sexos determinó mejoría en personas aquejadas de osteoartrosis (99,2%), astenia (96%), insomnio (83,3%) y depresión (92,8%).
La investigación científica comprobó la actividad antifúngica y antibacteriana del extracto diclorometánico de las raíces. Fue establecida su actividad contra la candidiasis y para detener las infecciones por Escherichia coli, Enterococcus faecalis y Staphylococcus aureus.
Se emplea tradicionalmente en la elaboración de bebidas refrescantes, junto con otras plantas. Una de ellas es el Pru oriental, bebida fermentada cuyo componente básico es el ubí y que se consume principalmente en la región oriental de Cuba. La función de la raíz en esta bebida es como colorante rojo y por sus valores digestivos.
Aunque la lectura de las publicaciones de las investigaciones científicas realizadas no reportan otros usos medicinales, en algunos sitios se utiliza el agua producto de su maceración para mejorar la circulación. En la región de Moa algunas personas le han nombrado "venatón", por esta cualidad.

## Taxonomía
Morinda royoc fue descrita por Carlos Linneo y publicado en Species Plantarum 1: 176. 1753.
Sinonimia
- Morinda ferruginea A.Rich.
- Morinda royoc var. ferruginea (A.Rich.) Griseb.
- Morinda royoc var. latifolia Griseb.
- Morinda royoc f. pubescens Ekman
- Morinda yucatanensis Greenm.[6]